# Nati nel 1934/Marzo
| Questa pagina contiene informazioni ricavate automaticamente dalle voci biografiche con l'ausilio del template Bio e di un bot. L'aggiornamento è periodico e automatico e ricostruisce completamente la pagina. Se manca una persona in questa lista, sei pregato di non aggiungerla, ma accertati piuttosto che la sua voce biografica contenga il template Bio e che i dati anagrafici siano correttamente compilati. Se il template Bio manca, inseriscilo tu stesso o, in alternativa, metti l'avviso {{tmp\|Bio}} che ne segnala la mancanza. Se i dati riportati sono sbagliati, correggi direttamente la voce biografica; le modifiche saranno visibili in questa lista entro pochi giorni. Per chiarimenti vedi il progetto biografie. La lista contiene solo le 212 persone che sono citate nell'enciclopedia e per le quali è stato implementato correttamente il template Bio. Pagina aggiornata al 2 ago 2025. |

- 1º marzo - Benito Atzei, carabiniere italiano († 1982)
- 1º marzo - Ettore Bonfatti Sabbioni, artista e incisore italiano († 1983)
- 1º marzo - Jean-Michel Folon, illustratore, pittore e scultore belga († 2005)
- 1º marzo - Abie Grossfeld, ex ginnasta statunitense
- 1º marzo - Joan Hackett, attrice statunitense († 1983)
- 1º marzo - Jerrold Northrop Moore, musicologo e saggista statunitense († 2024)
- 1º marzo - Carlo Regalia, dirigente sportivo, allenatore di calcio e ex calciatore italiano
- 1º marzo - Achito Vivas, ex calciatore colombiano
- 2 marzo - Howard Cassady, giocatore di football americano statunitense († 2019)
- 2 marzo - Joseph Groussard, ex ciclista su strada francese
- 2 marzo - Raul Moreira, calciatore portoghese († 2007)
- 2 marzo - Bernard Rands, compositore britannico
- 2 marzo - Benedetto Robazza, scultore italiano († 2020)
- 2 marzo - Jim Scott, attore scozzese
- 2 marzo - William Stephen Skylstad, vescovo cattolico statunitense
- 2 marzo - Doug Watkins, contrabbassista e violoncellista statunitense († 1962)
- 3 marzo - Lino De Petrillo, allenatore di calcio e ex calciatore italiano
- 3 marzo - Dolores Dorn, attrice statunitense († 2019)
- 3 marzo - Jacek Kuroń, attivista e politico polacco († 2004)
- 3 marzo - Luciano Lualdi, cantante italiano († 2001)
- 3 marzo - Gia Scala, attrice britannica († 1972)
- 3 marzo - Kraft Schepke, canottiere tedesco († 2023)
- 3 marzo - Jenny Staley, tennista australiana († 2024)
- 3 marzo - Yasuo Takamori, calciatore e allenatore di calcio giapponese († 2016)
- 4 marzo - Mario Davidovsky, compositore argentino († 2019)
- 4 marzo - Laila Halme, cantante finlandese († 2021)
- 4 marzo - Anne Haney, attrice statunitense († 2001)
- 4 marzo - Barbara McNair, cantante e attrice statunitense († 2007)
- 4 marzo - Giovanni Previtali, storico dell'arte italiano († 1988)
- 4 marzo - Janez Strnad, fisico e divulgatore scientifico sloveno († 2015)
- 5 marzo - Giovanni Ajmone Cat, esploratore italiano († 2007)
- 5 marzo - Giuseppe Cadé, calciatore italiano († 2007)
- 5 marzo - Daniel Kahneman, psicologo israeliano († 2024)
- 5 marzo - Jean-Baptiste Phạm Minh Mẫn, cardinale e arcivescovo cattolico vietnamita
- 5 marzo - James B. Sikking, attore statunitense († 2024)
- 5 marzo - Bob Skoronski, giocatore di football americano statunitense († 2018)
- 5 marzo - Luigi Spaventa, economista e politico italiano († 2013)
- 6 marzo - Maurice Buffière, cestista e allenatore di pallacanestro francese († 2021)
- 6 marzo - Alfengo Carducci, politico italiano
- 6 marzo - Hristo Cvetkov, cestista bulgaro († 2018)
- 6 marzo - Marie-France Garaud, politica, magistrato e avvocato francese († 2024)
- 6 marzo - Pete Goegan, hockeista su ghiaccio canadese († 2008)
- 6 marzo - Tony Richards, calciatore inglese († 2010)
- 6 marzo - Michail Studeneckij, cestista sovietico († 2021)
- 7 marzo - Andrea Barbato, giornalista, scrittore e politico italiano († 1996)
- 7 marzo - Ekrem Bora, attore turco († 2012)
- 7 marzo - Pietro Fiorindi, allenatore di calcio e ex calciatore italiano
- 7 marzo - Pierluigi Ronzon, ex calciatore italiano
- 7 marzo - Ágota Sebő, ex nuotatrice ungherese
- 7 marzo - Eugene F. Stoermer, biologo statunitense († 2012)
- 7 marzo - Zena Walker, attrice britannica († 2003)
- 8 marzo - Giordano Campari, pugile italiano († 2016)
- 8 marzo - Berardino Libonati, avvocato e dirigente d'azienda italiano († 2010)
- 8 marzo - John McLeod, compositore britannico († 2022)
- 8 marzo - Francesc Rodríguez, calciatore, allenatore di calcio e dirigente sportivo spagnolo († 2022)
- 8 marzo - František Velecký, attore slovacco († 2003)
- 8 marzo - Martí Vergés, calciatore spagnolo († 2021)
- 9 marzo - Angelo Bortolon, ex calciatore italiano
- 9 marzo - Del Close, attore statunitense († 1999)
- 9 marzo - Jurij Gagarin, cosmonauta, aviatore e politico sovietico († 1968)
- 9 marzo - Milan Muškatirović, pallanuotista jugoslavo († 1993)
- 9 marzo - Mario Sarcinelli, economista, banchiere e dirigente pubblico italiano
- 9 marzo - Joyce Van Patten, attrice statunitense
- 10 marzo - Fou Ts'ong, pianista cinese († 2020)
- 10 marzo - Gergely Kulcsár, giavellottista ungherese († 2020)
- 10 marzo - John Rechy, scrittore e drammaturgo statunitense
- 10 marzo - Ivan Utrobin, fondista sovietico († 2020)
- 11 marzo - Roger Coggio, attore, regista e sceneggiatore francese († 2001)
- 11 marzo - Gipo Farassino, cantautore, attore e politico italiano († 2013)
- 11 marzo - Dilys Laye, attrice britannica († 2009)
- 11 marzo - Jean Leering, docente olandese († 2005)
- 11 marzo - Ingrid Lotz, ex discobola tedesca
- 12 marzo - Francisco J. Ayala, biologo e filosofo spagnolo († 2023)
- 12 marzo - Roger Camacho, ex cestista paraguaiano
- 12 marzo - Don Drummond, trombonista e compositore giamaicano († 1969)
- 12 marzo - Loriano Macchiavelli, scrittore, drammaturgo e sceneggiatore italiano
- 13 marzo - Hans Domenig, fotografo, scrittore e pastore protestante svizzero († 2023)
- 13 marzo - Kenichi Imaizumi, cestista giapponese († 2018)
- 13 marzo - Mario Missiroli, regista e direttore artistico italiano († 2014)
- 13 marzo - Giuseppe Rescigno, bobbista italiano († 1984)
- 13 marzo - Alberto Varvaro, filologo italiano († 2014)
- 13 marzo - María Villarreal, cestista cilena († 2024)
- 14 marzo - Eugene Cernan, astronauta statunitense († 2017)
- 14 marzo - Flavio Colonna, politico italiano († 1982)
- 14 marzo - Alfonso Frasnedi, pittore e disegnatore italiano
- 14 marzo - Cristina Mondadori, editrice, cardiologa e psichiatra italiana († 2015)
- 14 marzo - Leonid Rogozov, medico sovietico († 2000)
- 14 marzo - Gustavo Saggiante, allenatore di pallacanestro messicano († 2018)
- 14 marzo - Shirley Scott, organista e compositrice statunitense († 2002)
- 14 marzo - Sloane Shelton, attrice statunitense († 2015)
- 14 marzo - Paolo Signorelli, politico italiano († 2010)
- 14 marzo - Bill Smith, giocatore di poker statunitense († 1996)
- 14 marzo - Dionigi Tettamanzi, cardinale e arcivescovo cattolico italiano († 2017)
- 15 marzo - Edmonda Aldini, attrice italiana
- 15 marzo - Nello Fabbri, ciclista su strada italiano († 2020)
- 15 marzo - Patelisio Punou-Ki-Hihifo Finau, vescovo cattolico tongano († 1993)
- 15 marzo - Claire Kelly, attrice e modella statunitense († 1998)
- 15 marzo - Radoslav Kvapil, pianista e compositore ceco
- 15 marzo - Richard Layard, barone Layard, economista britannico
- 15 marzo - Bernard Roy, matematico francese († 2017)
- 15 marzo - Jost Vacano, direttore della fotografia tedesco
- 15 marzo - Wally Hughes, allenatore di calcio neozelandese († 2011)
- 16 marzo - Mario Chella, politico italiano († 2022)
- 16 marzo - Franca Leosini, giornalista, conduttrice televisiva e autrice televisiva italiana
- 16 marzo - José María Maguregi, allenatore di calcio e calciatore spagnolo († 2013)
- 16 marzo - Roger Norrington, direttore d'orchestra britannico († 2025)
- 16 marzo - Vlaho Orlić, pallanuotista e allenatore di pallanuoto serbo († 2010)
- 16 marzo - Ray Hnatyshyn, avvocato e politico canadese († 2002)
- 16 marzo - Ataúlfo Sánchez, allenatore di calcio e calciatore argentino († 2015)
- 17 marzo - Jean-Marc Bory, attore e regista svizzero († 2001)
- 17 marzo - Márvio dos Santos, pallanuotista brasiliano († 1990)
- 17 marzo - John Lewis Heilbron, storico statunitense († 2023)
- 17 marzo - Zibby Oneal, scrittrice statunitense († 2025)
- 17 marzo - Bernhard Waldenfels, filosofo tedesco
- 18 marzo - Roy Chapman, allenatore di calcio e calciatore inglese († 1983)
- 18 marzo - Odone Federzoni, ex pallavolista e allenatore di pallavolo italiano
- 18 marzo - Semion Grossu, politico e imprenditore moldavo
- 18 marzo - Robert A. Kraft, biblista e ebraista statunitense († 2023)
- 18 marzo - Giovanni Marin, ex calciatore italiano
- 18 marzo - Adolf Merckle, imprenditore tedesco († 2009)
- 18 marzo - Charley Pride, cantante e musicista statunitense († 2020)
- 19 marzo - Rinus de Jong, cestista olandese († 2024)
- 19 marzo - Pino Mallamo, politico italiano († 2004)
- 19 marzo - Beppe de Tomasi, regista teatrale, attore e librettista italiano († 2016)
- 20 marzo - Peter Berling, attore, scrittore e sceneggiatore tedesco († 2017)
- 20 marzo - Willie Brown, politico statunitense
- 20 marzo - Mario Joseph Conti, arcivescovo cattolico britannico († 2022)
- 20 marzo - David Malouf, scrittore australiano
- 20 marzo - Renato Salvatori, attore italiano († 1988)
- 20 marzo - Robert Fortune Sanchez, arcivescovo cattolico statunitense († 2012)
- 21 marzo - Mohamed Ennaceur, politico tunisino
- 21 marzo - Al Freeman Jr., attore, sceneggiatore e regista statunitense († 2012)
- 21 marzo - Giulio Paradisi, attore e regista italiano
- 21 marzo - Ihor Rybak, sollevatore sovietico († 2005)
- 21 marzo - Raoul Vaneigem, scrittore e giornalista belga
- 21 marzo - Mohammad bin Sa'ud Al Sa'ud, principe, politico e imprenditore saudita († 2012)
- 22 marzo - Piero Amerio, psicologo italiano
- 22 marzo - Ester Baitz, cestista italiana († 2020)
- 22 marzo - May Britt, attrice svedese
- 22 marzo - Orrin Hatch, politico, avvocato e religioso statunitense († 2022)
- 22 marzo - Ekkehart Krippendorff, politologo tedesco († 2018)
- 22 marzo - Claudio Salocchi, designer e architetto italiano († 2012)
- 22 marzo - Tonina Torrielli, cantante italiana
- 23 marzo - Alan Baddeley, psicologo britannico
- 23 marzo - Pierre Bodin, allenatore di calcio e calciatore francese († 1981)
- 23 marzo - Bill Dellinger, mezzofondista statunitense († 2025)
- 23 marzo - Ljudvig Dmitrievič Faddeev, fisico e matematico russo († 2017)
- 23 marzo - Terrence McCann, lottatore statunitense († 2006)
- 23 marzo - Teresa Procaccini, compositrice e pianista italiana
- 23 marzo - Nello Riviè, attore e doppiatore italiano († 2002)
- 24 marzo - Luiz Vicente Bernetti, vescovo cattolico italiano († 2017)
- 24 marzo - Inos Biffi, teologo italiano
- 24 marzo - Maciej Giertych, politico polacco
- 24 marzo - James Glimm, matematico statunitense
- 24 marzo - Giulia Lazzarini, attrice italiana
- 24 marzo - Ryszard Zub, schermidore polacco († 2015)
- 25 marzo - Johnny Burnette, cantante statunitense († 1964)
- 25 marzo - Richard Connor, tuffatore statunitense († 2019)
- 25 marzo - Peter Jost Huber, statistico svizzero
- 25 marzo - Gloria Steinem, scrittrice, giornalista e attivista statunitense
- 26 marzo - Dida, calciatore brasiliano († 2002)
- 26 marzo - Alan Arkin, attore e regista statunitense († 2023)
- 26 marzo - Ugo Baduel, scrittore, saggista e giornalista italiano († 1989)
- 26 marzo - Gino Cappelletti, giocatore di football americano statunitense († 2022)
- 26 marzo - Anzor Kiknadze, judoka sovietico († 1977)
- 26 marzo - Akemi Negishi, attrice giapponese († 2008)
- 26 marzo - Norman Reynolds, scenografo e regista britannico († 2023)
- 27 marzo - Francesco Bronzi, scenografo italiano
- 27 marzo - Mario Alessandro Cattaneo, filosofo italiano († 2010)
- 27 marzo - Marc Dorcel, produttore cinematografico e regista francese
- 27 marzo - Mineo Katō, pallanuotista giapponese
- 27 marzo - Jutta Limbach, giurista e politica tedesca († 2016)
- 27 marzo - Arthur Mitchell, ballerino, coreografo e insegnante statunitense († 2018)
- 27 marzo - Iōannīs Palaiokrassas, politico greco († 2021)
- 27 marzo - Enrico Riccardi, compositore, paroliere e cantautore italiano († 2019)
- 27 marzo - Peter Schamoni, regista, sceneggiatore e produttore cinematografico tedesco († 2011)
- 28 marzo - Gordon Adam, politico e ingegnere britannico
- 28 marzo - Franco Antonelli, mezzofondista italiano († 2022)
- 28 marzo - Cvjatko Barčovski, cestista e allenatore di pallacanestro bulgaro († 2019)
- 28 marzo - Lester R. Brown, agronomo, scrittore e ambientalista statunitense
- 28 marzo - Anna Maria Bugliari, attrice italiana
- 28 marzo - Santuzza Calì, costumista e scenografa italiana
- 28 marzo - Donald R. Davis, entomologo statunitense († 2024)
- 28 marzo - Vladimir Dimitrijević, editore e scrittore serbo († 2011)
- 28 marzo - Alfredo Franci, ex calciatore italiano
- 28 marzo - Kazimír Gajdoš, calciatore cecoslovacco († 2016)
- 28 marzo - Poul Jensen, calciatore danese († 2000)
- 28 marzo - Rex King, giocatore di snooker australiano
- 28 marzo - Italo Lupi, grafico, architetto e giornalista italiano († 2023)
- 28 marzo - Ilaria Occhini, attrice italiana († 2019)
- 28 marzo - Cvetko Savov, ex cestista bulgaro
- 28 marzo - Graham Vearncombe, calciatore gallese († 1992)
- 29 marzo - Mimmo Jodice, fotografo italiano
- 29 marzo - Abraham Klein, arbitro di calcio israeliano
- 30 marzo - Mahmut Atalay, lottatore turco († 2004)
- 30 marzo - Charles E. Curran, presbitero e teologo statunitense
- 30 marzo - Gary Flandro, ingegnere statunitense
- 30 marzo - Hans Hollein, architetto austriaco († 2014)
- 30 marzo - James Keegstra, insegnante e politico canadese († 2014)
- 30 marzo - Rolf Rämgård, ex fondista svedese
- 30 marzo - Ion Tripșa, tiratore a segno romeno († 2001)
- 31 marzo - Franco Abbina, attore italiano
- 31 marzo - Mark Binstein, cestista, allenatore di pallacanestro e dirigente sportivo statunitense († 2007)
- 31 marzo - Lester Carney, ex velocista statunitense
- 31 marzo - Sylviane Carpentier, modella francese († 2017)
- 31 marzo - Richard Chamberlain, attore e cantante statunitense († 2025)
- 31 marzo - Wolfgang Döring, architetto tedesco († 2020)
- 31 marzo - Shirley Jones, cantante e attrice statunitense
- 31 marzo - Willie Morrison, calciatore scozzese († 2001)
- 31 marzo - Grigorij Grigorjevič Neljubov, cosmonauta sovietico († 1966)
- 31 marzo - Carlo Rubbia, fisico italiano
- 31 marzo - Britt Strandberg, ex fondista svedese